# 12192 Gregbollendonk
12192 Gregbollendonk este o planetă minoră (asteroid), cu un diametru de 7,439 km, din centura de asteroizi. A fost descoperită pe 7 noiembrie 1978 la Observatorul Palomar de Eleanor F. Helin. 
Obiectul prezintă o orbită caracterizată de o semiaxă mare de 3,0962378 UAi, o excentricitate de 0,12, o înclinație de 1,26181 ° în raport cu ecliptica.